# Lokala Nyheter Sörmland
Lokala Nyheter Sörmland (tidigare SVT Sörmland och SVT Nyheter Sörmland) är Sveriges Televisions regionala nyhetsprogram för Södermanlands län.

## Historia
Tidigare var Södermanlands län som en följd av sändarnätets utformning klämt mellan olika regioner när televisionen byggde upp sin regionala verksamhet. Flens, Katrineholms, Nyköping och Oxelösunds kommuner ingick i det "östra distriktet" med bas i Norrköping medan resten ingick i "mellansvenska distriktet" med bas i Örebro. När de regionala nyhetsprogrammen kom igång bevakades således en del av länet av Östnytt från 1980 och en annan del av Tvärsnytt från 1986. Denna uppdelning var en källa till irritation i länet. Med start 1988 sändes därför en extra version av TV2 med Östnytt från Västeråssändaren, vilket gjorde att hela länet kunde föras över till Östnytts bevakningsområde.
Den 25 augusti 2008 startade SVT Sörmland som en upplaga av Östnytts huvudsändning som sändes en gång varje vardagskväll. Övriga regionala sändningar var fortfarande Östnytt.
Efter en större omorganisering av SVT:s lokala nyhetsverksamhet blev Södermanlands län en egen nyhetsregion inom SVT med namnet SVT Nyheter Sörmland. Det nya programmet började sända den 13 april 2015. Inför starten hade Lena Michanek rekryterats som ny chef för SVT:s nyheter i Södermanland.
Den 3 december 2020 öppnades en ny, fast redaktion i Nyköping, som komplement till redaktionen i Eskilstuna. Detta gjordes som en del i en större satsning på lokal journalistik av SVT som gått från 27 lokalredaktioner till över 40.